# 데니스 시플렌코프

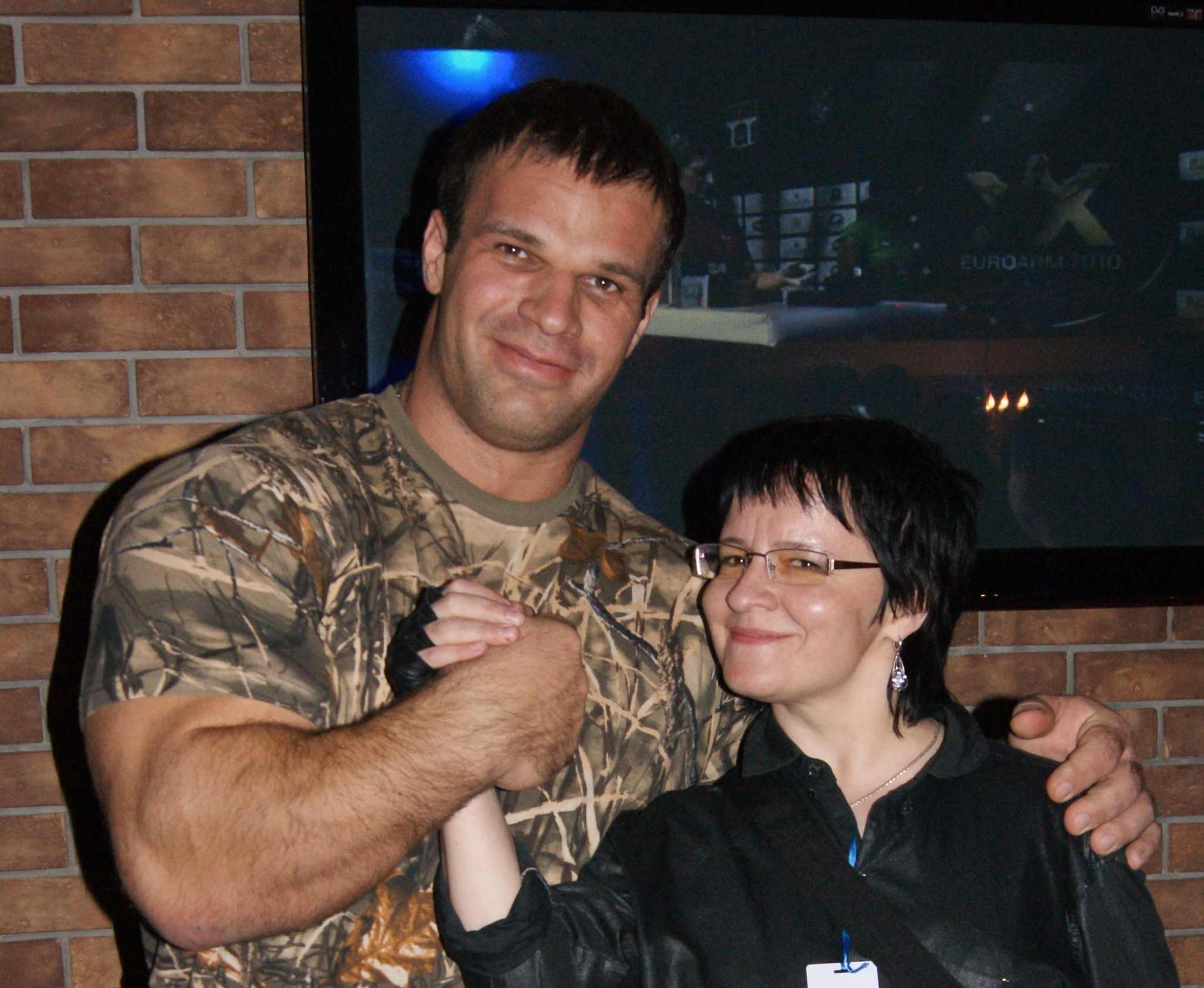

데니스 이바노비치 시플렌코프(Денис Иванович Цыпленков, 1982년 3월 10일 ~ )는 러시아의 팔씨름 선수이다.

## 러시아
- 데니스 시플렌코프  - 공식 웹사이트

벤치프레스 290kg
스쿼트 320kg
데드리프트 350kg
-벤치프레스 100kg 43회 성공경력.
-호두를 엄지와 검지로만 으깸.